# Anantara New York Palace Budapest Hotel
Az Anantara New York Palace Budapest Hotel Budapest VII. kerületében, az Erzsébet körút 9–11. szám alatt álló, 1894-ben épült négyemeletes, historizáló stílusú New York-palota épületében 2006-ban Boscolo Budapest Hotel néven megnyílt szálloda. 2016-tól Dedica Anthology Budapest, 2020 óta jelenlegi nevén üzemel. Az egykori Athenaeum nyomda helyén, az Osváth utca és Rákóczi út sarkán épült apartmanház is hozzátartozik. Az 1900-as években a földszintjén berendezett New York kávéház különleges neobarokk belterével ma is működik.

## Az épület és története
A New York Life Insurance Company amerikai biztosítótársaság székházaként, Hauszmann Alajos terve alapján épült fel, átadására 1894. október 23-án került sor. A kiírásnak megfelelően fő funkciója irodaház volt, de az alapterület nagyobb részét foglalták el a bérlakások, a földszinten pedig a kávéház mellett több kisebb kiskereskedelmi üzlethelyiség is működött. Az eklektikus épület architektonikai és homlokzati kialakítását elsősorban a neobarokk hatás jellemzi.
A földszinti kávéház tette emblematikussá az épületet, amely a két világháború közötti időszakban étteremmel is gazdagodott. Az épület a második világháborúban megsérült, a kávéházat az ostrom alatt kifosztották. 1947-ben korszerűsítésen esett át. Magát az épületet az 1990-es rendszerváltást követően egy évtizeden keresztül nem tudta sem hasznosítani, sem értékesíteni a tulajdonos állam. Végül 2000-ben dőlt el szállodai célú átalakítása.

## A szálloda
2001 februárjában az olaszországi Boscolo csoport vette meg az épületet, és M. Kaló Judit, valamint Hild Csorba Bernadett tervei alapján, teljes felújítása mellett luxusszállodává alakította. A 107 szobás luxusszálloda 2006. május 5-én nyitotta meg kapuit a földszinten az egykori pompáját idéző New York kávéházzal. Az épület felújítását 2007-ben Europa Nostra medállal tüntették ki.
A Boscolo család tulajdonában álló szállodalánc az épületben luxusszállodát alakíttatott ki és a kávéház megtartása mellett "Salon" néven egy fine dining étteremmel és egy bárral (Nyugat) egészítették ki a gasztronómiai kínálatot. A szálloda vezetését Giorgio Boscolo felügyelete mellett Engelbrecht Kinga igazgató látta el. Exekutív konyhafőnöknek Bíró Lajos tanítványát, Wolf Andrást csábították el a Bock bisztróból. A hotelben a szállóvendégek részére fürdőt és fitnesstermet is kialakítottak. Rendezvénytermei 500 fő befogadására képesek.
A lakosztályokkal együtt 185 szobás szálloda mellé megvásárolták az Athenaeum nyomda szomszédos épületét is, amelynek lebontása után, a helyére Benyó László tervei alapján egy 138 lakóegységből álló apartmanházat építettek.
A Boscolo család vállalkozása időközben pénzügyi zavarba került, így az adósságok felvásárlásával 2016-ban a Värde Partners amerikai befektetési csoport kezébe kerültek az ingatlanok. A Boscolo csoport átalakítása után The Dedica Anthology Hotels márkanév alatt üzemeltették tovább a szállodákat. 2020 januárjában a Värde Partners továbbadta a portfóliót a francia Covivio csoport szálloda üzletágának, a Covivio Hotels Groupnak, akik a spanyol NH Hotels Groupot bízták meg a szállodák üzemeltetésével. Az NH Hotels 2020. június 1-jétől Anantara márkanévre nevezte át a szállodát.